# Reserva natural del humedal de Maidika
La Reserva natural del humedal de Maidika es uno de los humedales de alta montaña más extensos del mundo. Se encuentra en la Región Autónoma del Tíbet, en China. Tiene una extensión de 88.052,37 ha (880,5 km²). Fue creada en enero de 2014. Desde 2004, una parte de la reserva es sitio Ramsar. 

## Características
La cuenca de Maidika, en el condado de Jiali, se encuentra en un área montañosa que estuvo cubierta de glaciares en la meseta del Tíbet, dando lugar a una zona llena de morrenas onduladas que contienen numerosos lagos. El río Midi Zangbo, que nace en el lago Pengcuo, en el centro de la reserva, suministra agua al río Lhasa. En el pastizal, dominado por pantanos alpinos, praderas alpinas y humedales lacustres, hay más de 260 lagos de varios tamaños, de los que más 180 tienen nombre y 39 tiene más de 10 ha. El mayor es el lago Pengcuo. 
Hay unos 98 especies de vertebrados en este lugar con una altitud media de 4900 m, entre ellos 70 especies de aves. Hay lobos, osos, gacelas, cabras montesas, argalíes, linces, etc. Entre las especies protegidas se encuentran el águila real, la grulla cuellinegra y el leopardo de las nieves. Por el humedal pasan unas 200.000 aves migratorias, de las que 20.000 aves acuáticas viven de forma permanente, entre ellas el ánsar indio, la serreta grande y la gaviota hindú.

## Sitio Ramsar
En 2004 se declara sitio Ramsar un fragmento de la meseta tibetana a 4800 m de altitud con una extensión de 435 km² (31°01′N 92°50′E). El humedal tiene lagunas y lagos permanentes y estacionales y es una de las fuentes del río Lhasa.  El humedal tiene una importancia clave por ser un hábitat de parada y reproducción para las aves acuáticas migratorias, tales como la grulla cuellinegra y el porrón común, clasificados como vulnerables. En el sitio también se encuentran el leopardo de las nieves y el halcón sacre, que están en peligro. El sobrepastoreo y la reducción de las precipitaciones a consecuencia del cambio climático constituyen amenazas para las características ecológicas.